# Naturgaslager Skallen
Naturgaslager Skallen är en depå för naturgas i Skallberget, väster om Getinge i Halland. Depån ägs av Swedegas och är en del av överföringsnätet för naturgas i västra Sverige. Dess huvudsakliga syfte är att utjämna variationer i kundernas utnyttjande av naturgas eller driftsstörningar, snarare än att vara ett långsiktigt utjämningslager.
Depån består av en stående cylinder med rund botten och sfärisk topp, i svetsat 12–15 millimeter tjockt rostfritt stål, som är belagd med ett lager bitumen på utsidan. Cylindern, som är 36 meter i diameter och 52 meter hög, är placerad i ett utsprängt bergrum i hallandsgnejsen. Sammanlagt sprängdes omkring 80 000 kubikmeter berg i bergrum, schakt och anslutningstunnlar. Det 70 centimeter stora utrymmet mellan bergväggen och den 520 ton tunga stålcylindern är packat med självkompakterande (vibrationsfri) betong. Stålets funktion är att hålla gasbehållaren tät, medan bergvägg och betong håller emot den trycksatta gasbehållaren. Tekniken för gaslager av denna typ kallas Line Rock Cavern-teknik, och gaslagret Skallen utformades som ett demonstrationsprojekt för användning av denna teknik för naturgaslagring.
Lagrets volym är 40 000 kubikmeter, vilket innebär att det vid högsta möjliga tryck på 200 bar kan lagra 10 miljoner normalkubikmeter naturgas. Den övre delen av gaslagret ligger 115 meter under markytan. Gasen förs ut och in i lagret via rör i ett vertikalt schakt. På berget ovanpå lagret finns en kompressorstation för trycksättningen. Anläggningen är ansluten till Swedegas stamledning genom en tre kilometer lång anslutningsledning. Anslutningspunkten ligger nära väg E6 väster om Kvibille. 
Normalt är anläggningen obemannad och manövreras och övervakas från Swedegas centrala kontrollrum för transmissionsgasledningen i Malmö.

## Historik
Utveckling av Lined Rock Cavern-tekniken har pågått i Sverige sedan mitten av 1980-talet. Pilotförsök utfördes strax norr om Grängesberg i början av 1990-talet och presenterades i en KTH-rapport av Jan Johansson, Håkan Stille och Robert Sturk 1995.
Projektet för Naturgaslager Skallen genomfördes med den svenskutvecklade tekniken av Sydkraft och Gaz de France som en demonstrationsanläggning, delvis finansierad av Europeiska Unionen. Det var det första projektet i världen att lagra naturgas enligt Lined Rock Cavern-teknik.
Gaslagret färdigställdes 2002 och togs i kommersiell drift 2003.
När lagret byggdes, beräknades det ha en livslängd på 50 år och bedömdes under sin livstid fyllas med gas och tömmas cirka 100 gånger.